# Le Cri du cochon
Pour plus de détails, voir Fiche technique et Distribution.
Le Cri du cochon est un film français réalisé par Alain Guesnier et sorti en 1991.

## Fiche technique
- Titre : Le Cri du cochon
- Réalisation : Alain Guesnier
- Scénario : Jean-Pierre Ostende
- Photographie : Bruno Privat
- Décors : Yves Cassagne
- Montage : Nadine Fischer et Bernard Jasia
- Producteur : Robert Guédiguian
- Production : Agat Films & Cie / Ex Nihilo
- Pays d'origine :  France
- Durée : 75 minutes
- Date de sortie : France - 10 mai 1991

## Distribution
- Jean Dautremay
- Catherine Lachens
- Christian Colin
- Jean-Pierre Darroussin
- Jacques Boudet

## Sélection
- Festival de Cannes 1991 (Perspectives du cinéma français)[1]